# Valea Cerbului, Alba
Valea Cerbului este un sat în comuna Bucium din județul Alba, Transilvania, România.